# VEB Neontechnik

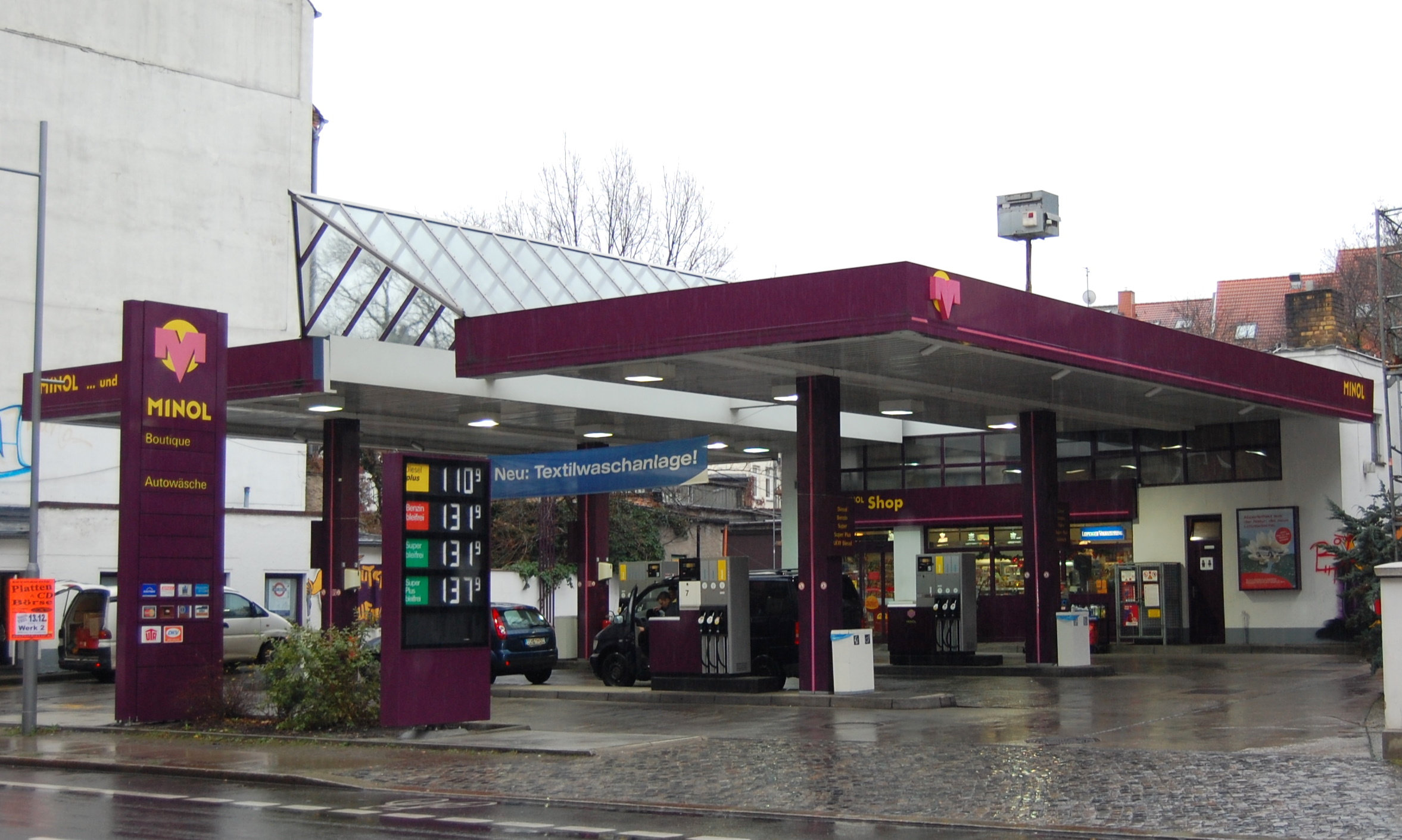
Leuchtreklame Minol

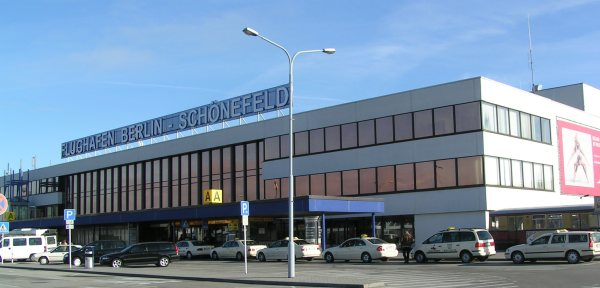
Leuchtschrift Flughafen Berlin-Schönefeld

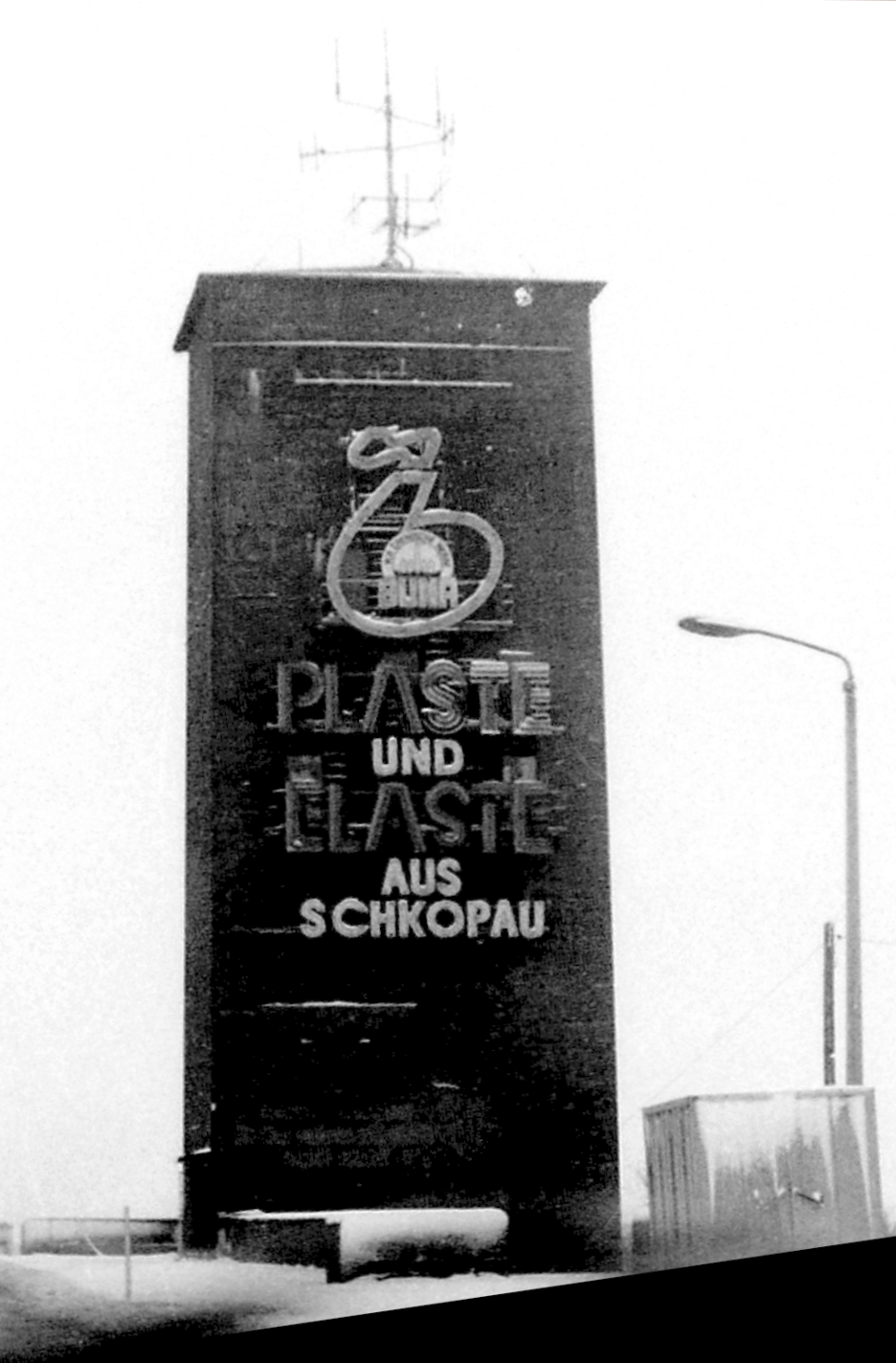
Leuchtreklame „Plaste und Elaste aus Schkopau“ an der Elbebrücke Vockerode, ca. 1984

Der VEB Neontechnik war ein Volkseigener Betrieb in Halle (Saale). In der DDR und Ostblockstaaten war er einer der größten Hersteller von Lichtreklamen.

## Übersicht zur Betriebsgeschichte
Insbesondere Großprojekte wurden realisiert. Der VEB wurde 1962 als eigenständiger Betrieb aus der DEWAG (Deutsche Werbe- und Anzeigengesellschaft) ausgegliedert und wurde im Zuge von Sparmaßnahmen 1985 ins „Kombinat Elektrotechnik“ eingegliedert.
Neontechnik entwickelte zahlreiche bekannte Leuchtreklamen wie die Großbuchstaben am Flughafen Schönefeld, die nach einem Entwurf von Siegfried Berthmann geschaffene Tafel „Plaste und Elaste aus Schkopau“ an der Brücke bei Vockerode über die Elbe der Autobahn A9 für die Buna-Werke. Die Installation ist heute Teil der Sammlung des Deutschen Historischen Museums. Auch die DDR-Tankstellen Minol wurden mit Leuchtreklamen aus dem VEB Neontechik ausgestattet. Weitere Beispiele sind die großen Leuchtlogos der Messe Leipzig sowie die ORWO-Werbungen. In der Wendezeit bis 1992 führte die laufenden Geschäfte ein Herr Schwarzbach. Besonders der Großauftrag neuerer Dachaufbauten aller Minoltankstellen, hätte der Firma über Jahre ein Auskommen gesichert. VEB Neontechnik im Kombinat Elektrotechnik wurde im Zuge der Wende privatisiert. Nach der Treuhandabwicklung gewannen das Bieterverfahren Siegfried Urbscheid und Jürgen Riebele. Diese verschuldeten die Firma unverhältnismäßig, so dass ein Konkurs herbeigeführt wurde. Durch die Schulden fand sich kein neuer Investor oder Käufer der Fabrik, so dass ein Insolvenzverwalter einen Mieter einsetzte. Nach dem Konkurs wurden Teile der Belegschaft und Teile des Inventars von der Alpha Signs Gruppe übernommen. 1997 wurde die Produktion dieses einen Hauptmieters ausgelagert und das Gelände des VEB Neontechnik wurde seitdem für Jugendkulturprojekte zwischengenutzt. Der Insolvenzverwalter verkaufte die Neontechnik 2008 an Gabriel Machemer lastenfrei, der dort heute den Veranstaltungsort Hühnermanhattan betreibt.

## Realisierte Projekte des VEB Neontechnik
| Ort                  | Herstellerjahr         | Bild | Quelle |
| Erfurt               | um 1970, erneuert 1981 |      | [ 3 ]  |
| Erfurt               | um 1970, erneuert 1986 |      |        |
| Elbebrücke Vockerode | 1978                   |      | [ 4 ]  |
| Leipzig              | 1979                   |      |        |
| Berlin               | 1980                   |      |        |
| Leipzig              | 1981                   |      |        |
| Leipzig              | 1981                   |      | [ 5 ]  |
| Leipzig              | 1986                   |      | [ 6 ]  |
| Leipzig              | 1986                   |      |        |
| Magdeburg            | 1987                   |      |        |
| Berlin               | 1987                   |      |        |